# J. V. Cain
 (janvier 2019).
Si vous disposez d'ouvrages ou d'articles de référence ou si vous connaissez des sites web de qualité traitant du thème abordé ici, merci de compléter l'article en donnant les références utiles à sa vérifiabilité et en les liant à la section « Notes et références ».
Pour les articles homonymes, voir Cain (homonymie).
(en) Statistiques sur pro-football-reference
James Victor Cain (né le 22 juillet 1951 à Houston et mort le 22 juillet 1979 à St. Charles) est un joueur américain de football américain.

## Carrière

### Université
Cain joue pour l'équipe de football américain des Buffaloes, de l'université du Colorado.

### Professionnel

#### Cardinals de Saint-Louis
J. V. Cain est sélectionné au premier tour du draft de la NFL de 1974 par les Cardinals de Saint-Louis au septième choix. Les deux premières saisons de Cain sont moyennes, titulaire exceptionnel, il ne marque que deux touchdowns en deux saisons. En 1976, il est nommé au poste de tight end titulaire, jouant quatorze matchs, recevant vingt-six ballons pour 400 yards dont cinq touchdowns. La saison suivante, Cain est toujours titulaire et marque cette fois-ci deux touchdowns. Il ne joue aucun match de la saison 1978.

#### Décès
Lors du camp d'entraînement des Cardinals, Cain décède le jour de son vingt-huitième anniversaire. La raison de la mort est une malformation cardiaque congénitale. Peu de temps après sa mort, Saint-Louis décide de retirer le numéro #88 de ses effectifs en hommage au joueur disparu.
En quatre saisons en professionnel, J. V. Cain aura joué cinquante-cinq matchs dont trente-sept comme titulaire, reçu soixante-seize ballons pour 1014 yards, marquant neuf touchdowns.